# جورج شورت
جورج شورت (بالإنجليزية: George Short)‏ (1866 ببرمنغهام في المملكة المتحدة - ) هو لاعب كرة قدم بريطاني (وحمل سابقاً جنسية المملكة المتحدة لبريطانيا العظمى وأيرلندا) في مركزي الظهير ولاعب متعدد الاستخدامات. لعب مع برمنغهام سيتي.